# Industrie de l'armement en Belgique

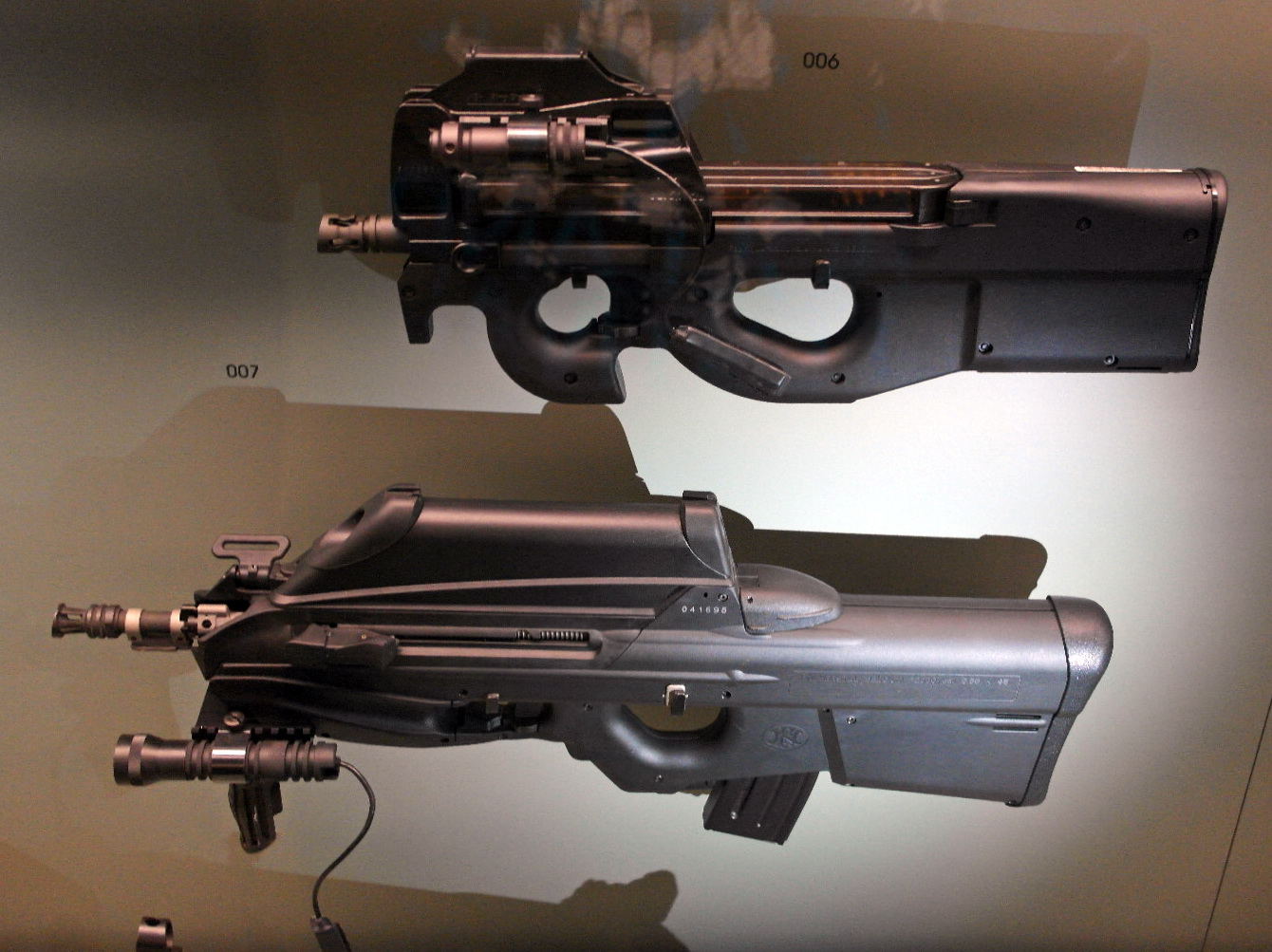
Pistolet-mitrailleur FN P90 (en haut) et le fusil d'assaut FN F2000 (en bas) de la FN Herstal.

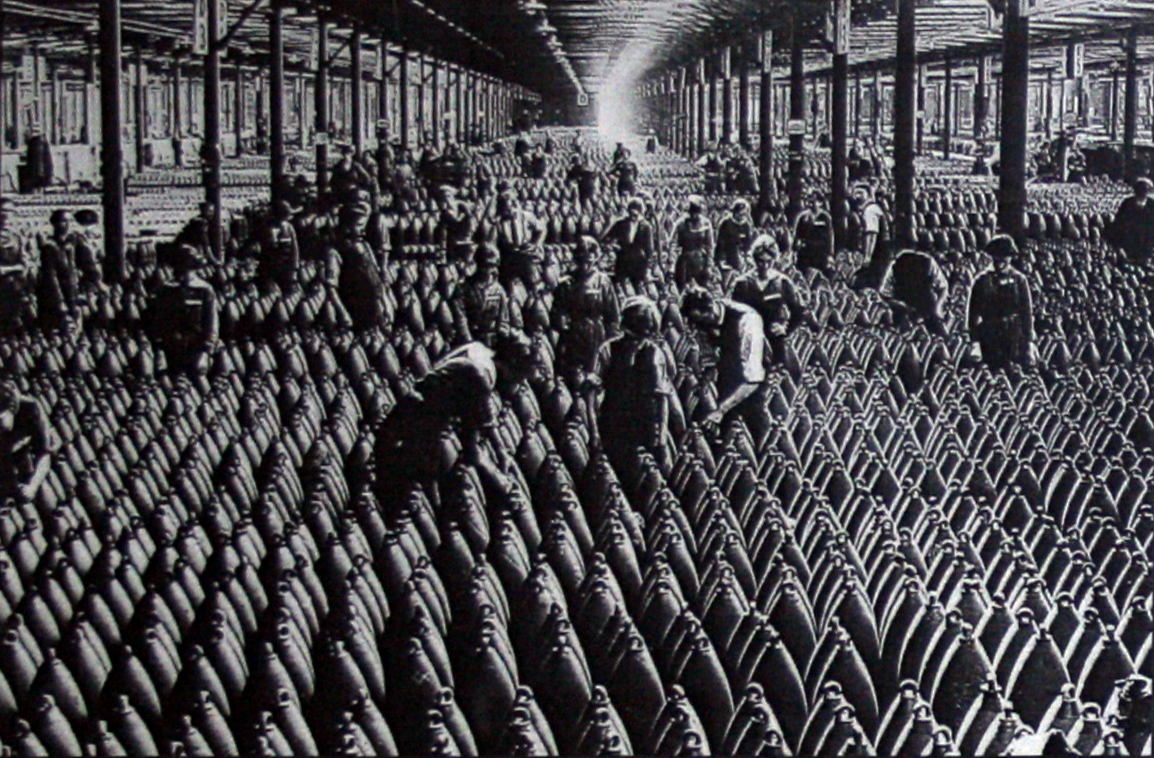
Une usine de munitions belge à la fin du XIXe siècle.

L'industrie de l'armement en Belgique, ou industrie de la défense, désigne l'ensemble des acteurs du secteur économique et industriel de l'armement dans ce pays.
En avril 2025 ce secteur représentait 87 entreprises et environ 5 000 emplois.
Elle est généralement répartie en cinq grands domaines : 
- Aéronautique, électronique et spatial
- Armes, munitions et explosifs
- Services et logistique
- Mécanique, véhicules et naval
- Textile et équipement divers

## Histoire

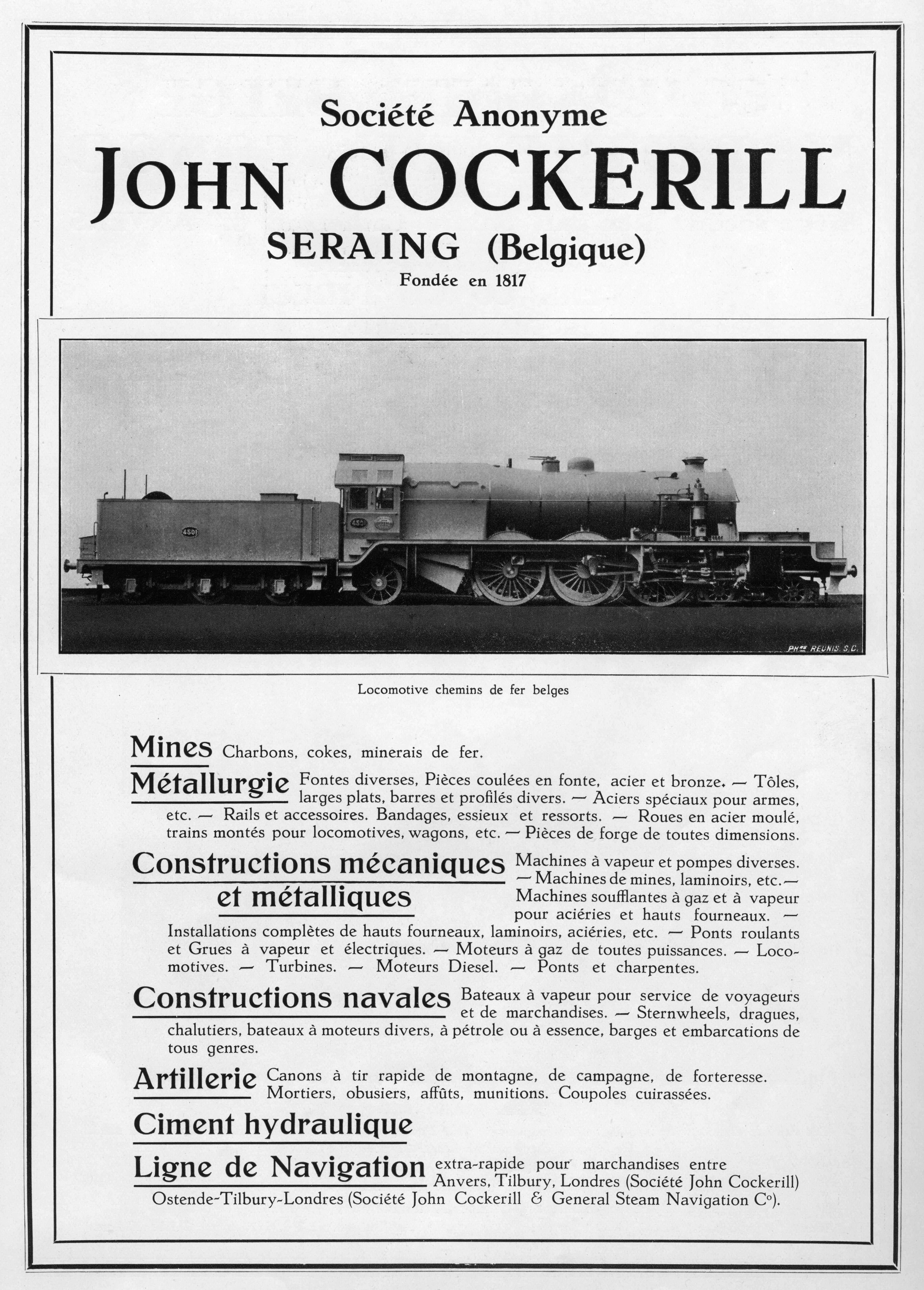
Affiche de l’entreprise John Cockerill, en 1928.

### Origines
Le développement de l'industrie de l'armement en Belgique est fortement lié à la révolution industrielle et à l'exploitation de mines de charbon de Belgique puis au développement de l'industrie de la métallurgie et de la sidérurgie belge, principalement dans le sud du pays. En effet, lors de l'indépendance de la Belgique après la révolution belge de 1830, la perte du marché que représentait le royaume uni des Pays-Bas et son empire colonial fut tout d'abord un coup d'arrêt à l'industrialisation entamée par Guillaume Ier. Dans le secteur de l'armement, certaines entreprises majeures sont déjà présentes depuis longtemps, comme la Koninklijke Buskruitfabriek Cooppal (nl) de Wetteren, fondée sous le régime des Pays-Bas autrichiens en 1778, la fonderie de canons de Liège, créée en 1803 à la demande de Napoléon Ier, ou encore la société John Cockerill établie en 1817 à Seraing.

### XIXe siècle: développement

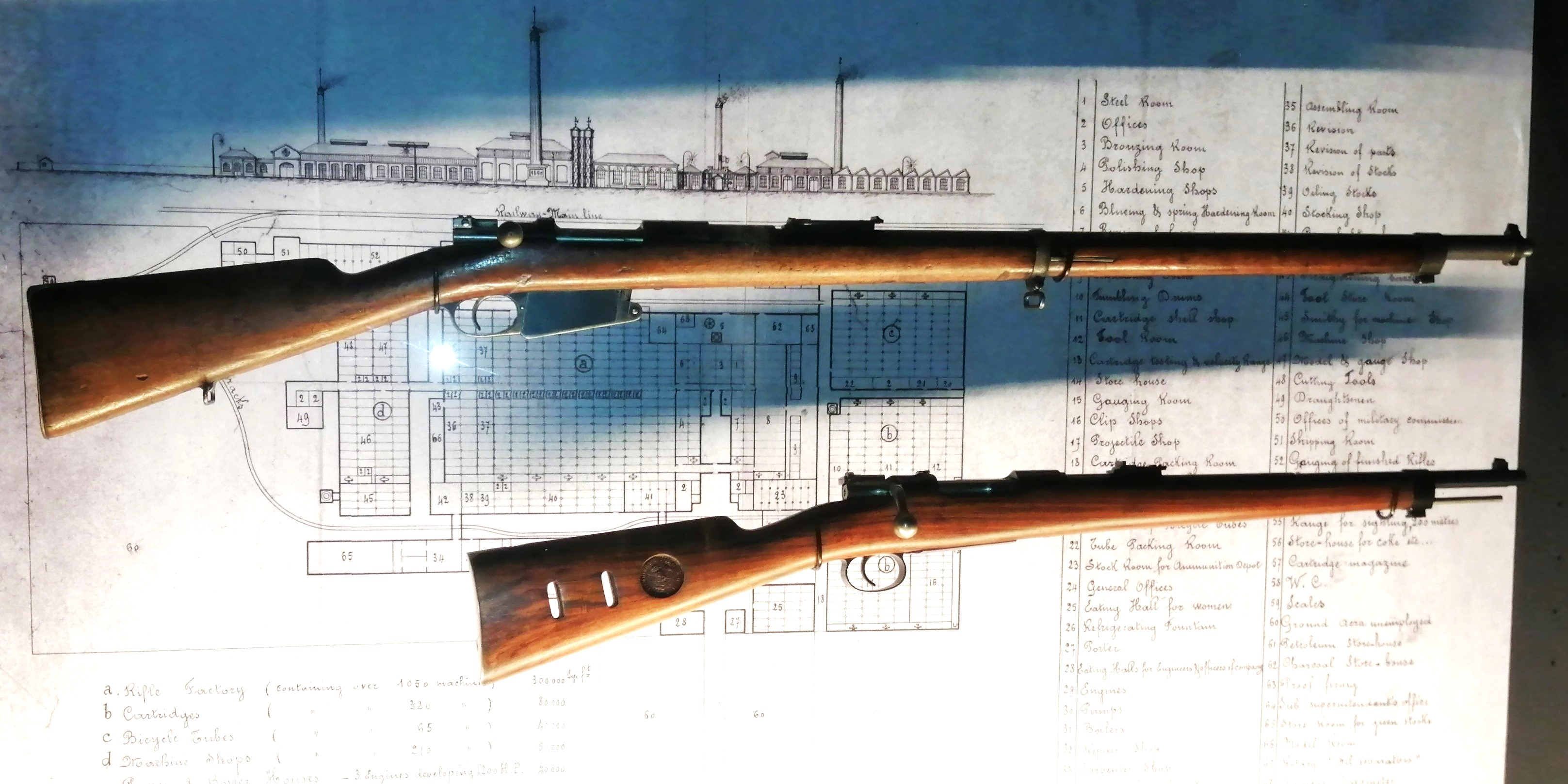
Le Mauser belge de la FN Herstal, développé en 1889.

Afin d'équiper les forces armées de Belgique, la Manufacture d’Armes de l’État est créée le 8 mars 1838 à Liège. En ce qui concerne l'artillerie, la Koninklijke kanongieterij van Luik devient la Fonderie royale de canons (F.R.C.) dès l'indépendance belge.
Dès les années 1830, l'avènement du transport ferroviaire en Belgique joue un rôle prépondérant dans le développement industriel du pays. Plusieurs catastrophes surviennent lors des débuts de l'industrie de l'armement belge : le 24 juin 1868, une explosion de 1 800 kilos de nitroglycérine se produit à Quenast, dans la province du Brabant et fait dix morts. Le 29 mai 1880, une explosion fait douze morts dans l'usine de la Poudrerie Royale de Wetteren. 
Plusieurs grands noms de l'industrie de l'armement belge naissent au XIXe siècle grâce notamment à la participation de la Société générale de Belgique, comme la FN Herstal, sous le nom de Fabrique nationale d’Armes de Guerre fondée le 3 juillet 1889. Le 19 juin 1896, c'est au tour de la société des Poudreries réunies de Belgique d'être fondée à Casteau, dans la province de Hainaut, après la fusion de plusieurs grandes entreprises du secteur de l'armement belge, comme la poudrerie de Casteau, la poudrerie d'Herentals, la fabrique d'explosifs Muller et Cie. à Clermont-sous-Huy, la poudrerie de Ben-Ahin, La Forcite de Balen ou encore la fabrique de dynamite de Matagne-la-Grande.
Plusieurs inventeurs belges se distinguent également dans le domaine, comme Joseph Montigny (en) qui reprend l'idée de Toussaint Fafchamps pour créer la mitrailleuse Montigny.
Le 8 février 1897 est créée l'école d'armurerie Léon Mignon à Liège.

### XXe siècle: Guerres mondiales

La société anonyme belge de constructions aéronautiques est fondée en 1920 avec le développement de l'aviation.

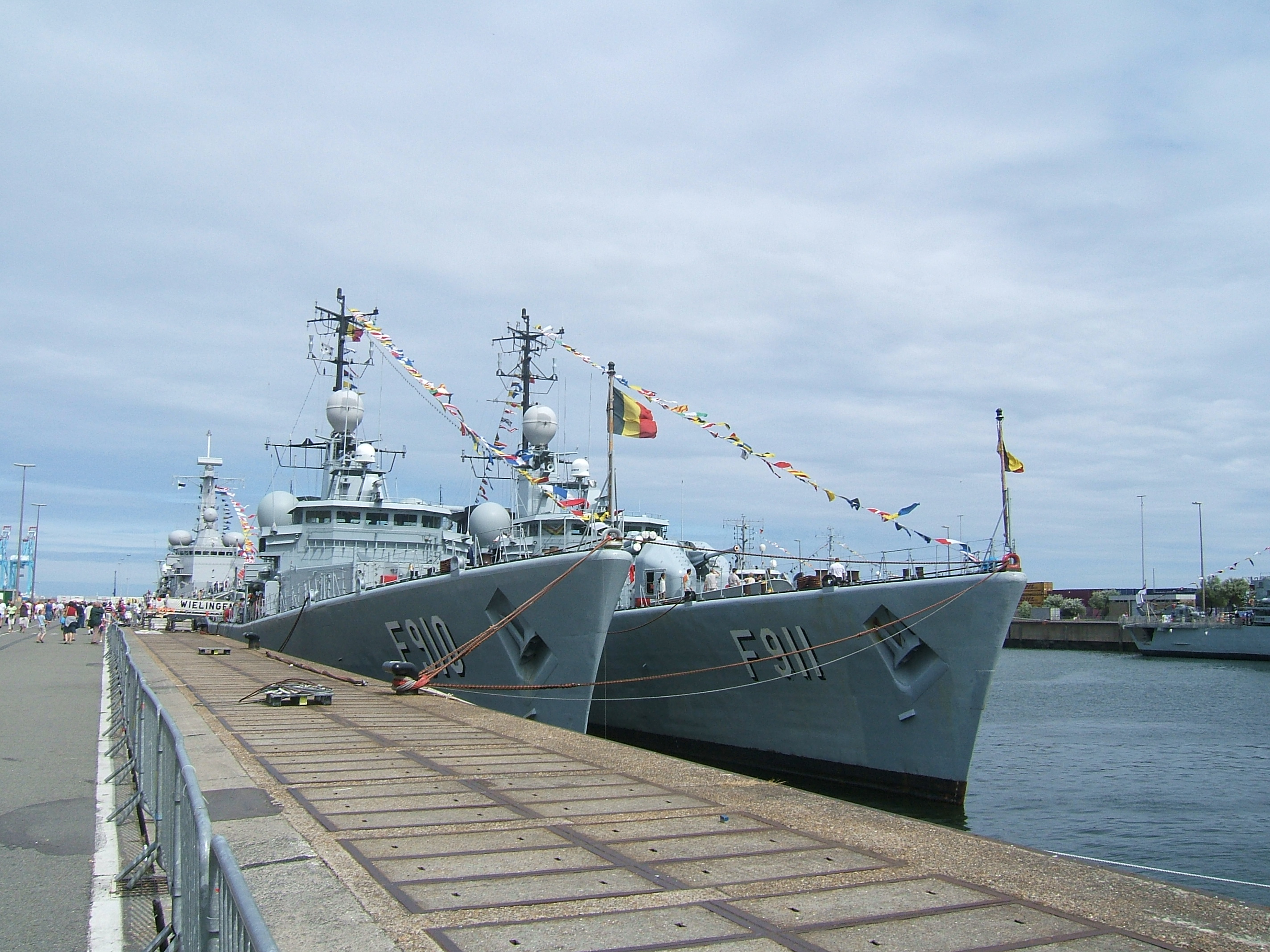
Les quatre frégates de la classe Wielingen de la composante marine furent entièrement construites en Belgique dans les années 1970.

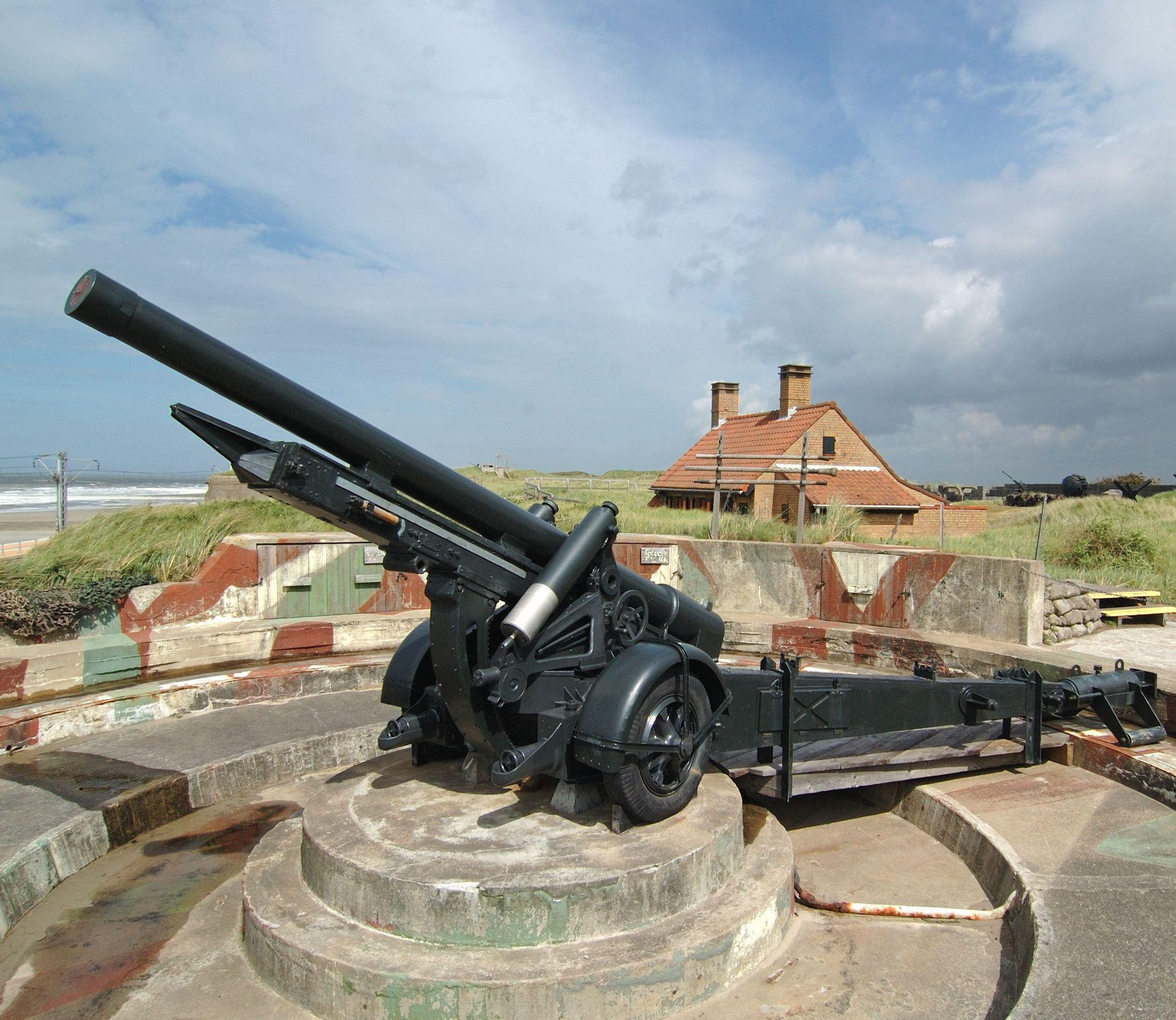
Un canon de 120 mm L modèle 1931 de la Fonderie royale de canons, sur le mur de l'Atlantique à Raversijde, dans la province de Flandre-Occidentale.

Au début du XXe siècle, le développement de l'aviation ouvre de nouvelles perspectives au secteur de l'armement et de la défense. En Belgique, on note la fondation de la société anonyme belge de constructions aéronautiques (SABCA) sur le site de l'aérodrome d'Haren le 16 décembre 1920 ou encore la Société Générale d'Entreprises Aéronautiques, l'ancêtre de la SONACA, fondée par un as belge de la Première Guerre mondiale : Fernand Jacquet. Un autre élément favorisant le développement de l'industrie de l'armement belge fut le développement des industries au Congo belge, comme l'union minière du Haut Katanga.
Le 29 avril 1942 se produit la catastrophe de Tessenderlo lorsque 150 tonnes de nitrate d'ammonium explosent, faisant 189 morts et plus de 900 blessés. Après la Seconde Guerre mondiale, la Belgique décide de se doter à nouveau d'une composante marine et lance, entre autres, la construction d'une série de quatre frégates de classe Wielingen à partir de 1971, en collaboration avec deux chantiers navals belges : Boel à Temse et Cockerill à Hoboken. 
L'activité baisse à la fin du siècle, à cause d'une combinaison de plusieurs facteurs comme la crise de la métallurgie et de la sidérurgie en Belgique ou encore la fin de la guerre froide. En 1993, le complexe militaro-industriel belge est éclaboussé par l'affaire Agusta-Dassault.

### Régionalisation
L'industrie de l'armement belge est particulièrement chamboulée par la cinquième réforme de l’État belge qui fait passer les compétences en matière de commerce extérieur (y compris d'armes) de l'État fédéral aux régions. 
Dès 2003, l'exportation ou l’importation d'armes devient une compétence régionale et ce, à la suite de tensions apparues à la fin de la guerre du Golfe lorsque des politiciens flamands s’étaient indignés de l’exportation massive d’armes de guerre belges vers des États du Moyen Orient. Ils s’étaient alors opposés au renouvellement des licences d’exportation d’armes de trois entreprises wallonnes, ce qui fut pris comme une provocation par certains politiciens wallons. Des discussions commencèrent afin de modifier les termes de la loi du 11 septembre 1962 qui servait à cette époque de base à la réglementation du commerce des armes.
En 2009, une affaire de vente d'armes de la FN Herstal au régime libyen de Mouammar Kadhafi est divulguée dans la presse et éclabousse le monde politique wallon lors d'un procès. Le 20 mai 20219, la cour d'appel de Liège confirme le jugement du tribunal de première instance de Namur condamnant la région wallonne à indemniser la Ligue des droits humains pour le préjudice qu’elle a subi dans les dossiers liés aux exportations d’armes wallonnes. La justice reproche à la région et à son ministre-président de l'époque, Rudy Demotte, d’avoir accordé à la FN Herstal des licences d’armes alors qu’elle était en affaires courantes, de ne pas avoir motivé sa décision administrative, comme l’impose la loi et d'avoir fait modifier le décret régissant les exportations d’armes, afin de le rendre plus opaque.

### XXIe siècle et avenir

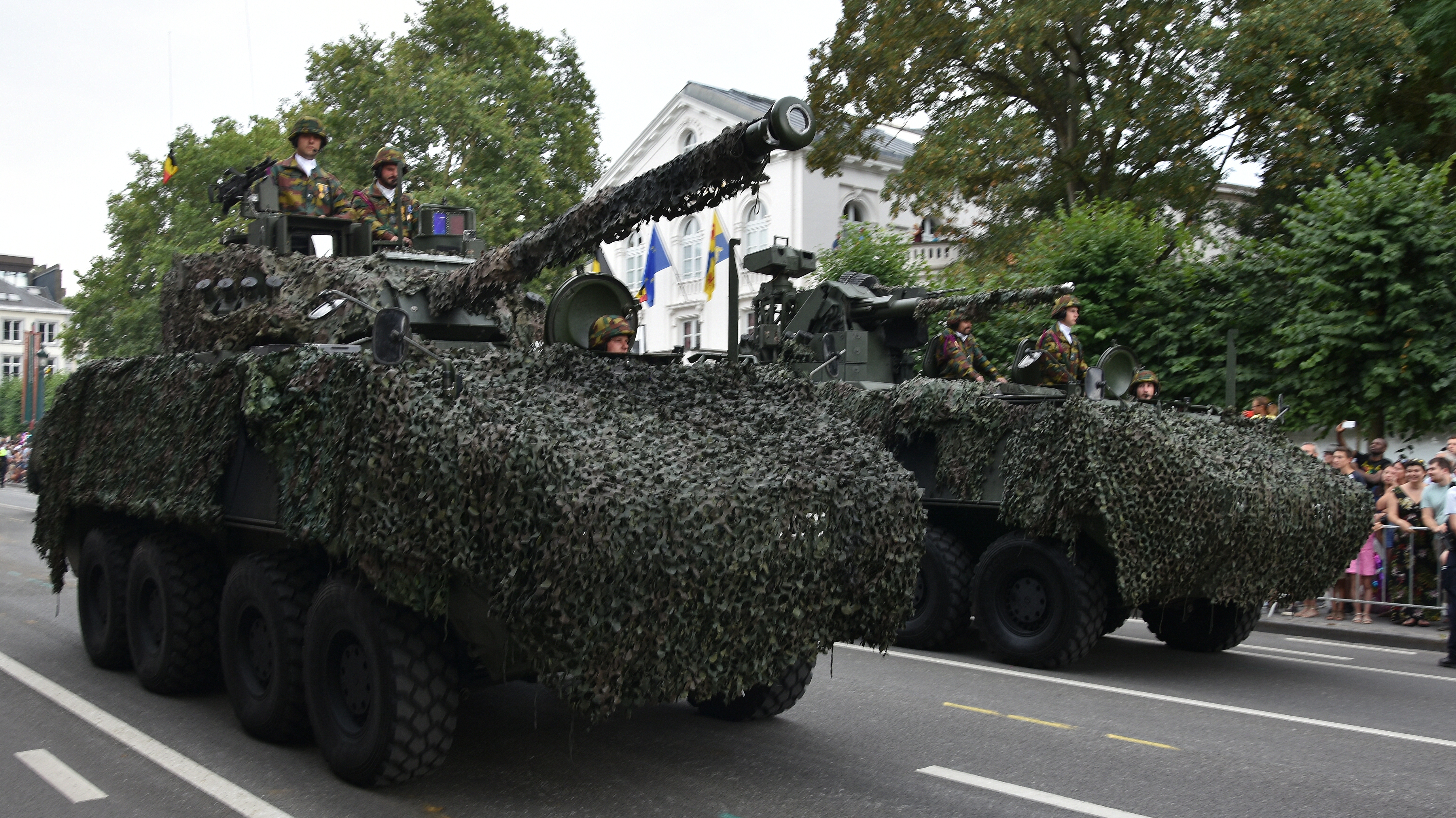
Le canon belge Cockerill Mk. 8 monté sur un Mowag Piranha de la composante terre.

Le 3 juin 2013, la Belgique signe le traité sur le commerce des armes.
En 2016, le Groupe de recherche et d'information sur la paix et la sécurité répertorie 71 entreprises dans le secteur, employant de manière directe 4 743 personnes, ce qui équivaut à environ un emploi sur mille à l’échelle du pays et moins de 1 % des emplois du secteur industriel (hormis celui de la construction). Les trois-quarts des emplois étaient alors situés en région wallonne (76 %).
Avec l'invasion de l'Ukraine par la Russie et le changement de cap de la politique étrangère des États-Unis, notamment en faveur de soutien à l'OTAN, les pays européens décident de se réarmer massivement. En Belgique, le premier objectif fixé par le gouvernement De Wever est d'établir le budget de la défense à 2% du produit intérieur brut dès juin 2025, faisant passer celui-ci de 8 milliards d'euros à 12 milliards.
C'est dans ce cadre que le ministère belge de la Défense entend renforcer sa collaboration avec les régions afin d'accélérer le développement de l'industrie de l'armement en Belgique. Diverses propositions ont notamment été faites comme, par exemple, la reprise et la transformation de l'usine Audi Brussels, située Forest, dans la région de Bruxelles-Capitale.

## Entreprises
La catégorisation d'une entreprise comme étant dans le secteur de l'industrie de l’armement n'est pas toujours évidente. En effet, plusieurs industries ont des domaines d'activité à la fois civils et militaires comme c'est le cas dans les secteurs tels que l'aéronautique, l'électronique, l'industrie automobile, textile, logistique etc.
Toutefois, selon les chiffres du Groupe de recherche et d'information sur la paix et la sécurité, en avril 2025, les entreprises répertoriées sont principalement situées en région wallonne (58 %), suivie de la région flamande (38 %) et de la région de Bruxelles-Capitale (4 %).

### En activité
- Alcatel-Lucent Bell

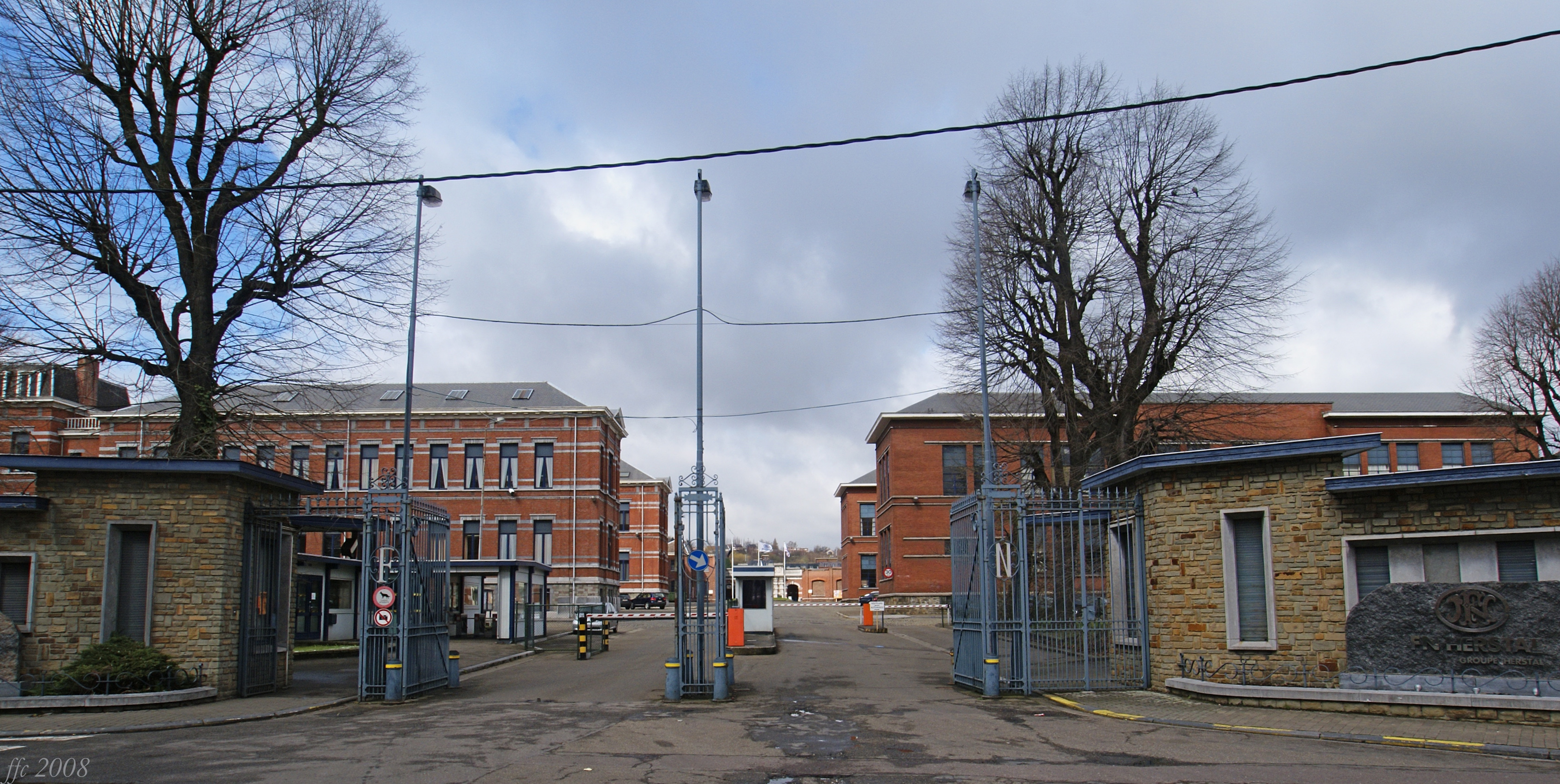
L'entrée de la FN Herstal.

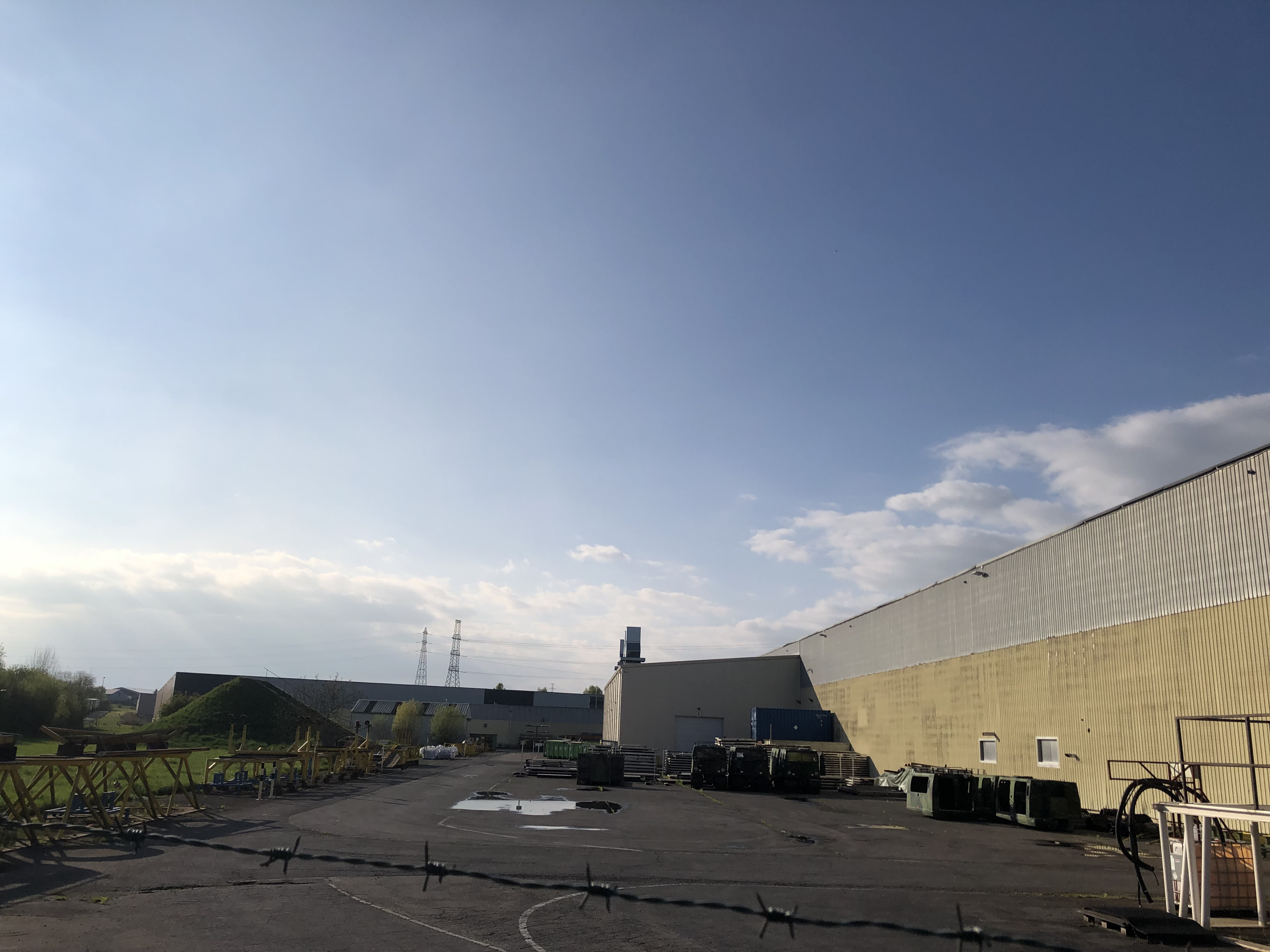
Le site de CMI Defense à Aubange, dans la province de Luxembourg.

- BATS (Belgian Advanced Technology Systems), à Angleur
- BMT aerospace, à Aalter, Beernem et Oostkamp
- Castingpar, à Seneffe
- Caterpillar, à Grimbergen
- CMI Defense, à Aubange
- Esterline (en) Belgium, à Harelbeke
- Les Forges de Zeebrugge (en), devenues Thales Belgium en 2017, à Herstal
- FN Herstal, à Herstal
- John Cockerill, à Seraing
- KNDS Belgium, à Seneffe
- Mecar, à Petit-Roeulx-lez-Nivelles
- Mol CY, à Staden
- OIP (Optique et Instruments de Précision) Sensor, à Audenarde
- OIP (Optique et Instruments de Précision) Land System, à Tournai
- Précision liégeoise SA, à Herstal
- SABCA, à Bruxelles, Gosselies et Lummen
- Safran aero booster, à Herstal
- Safran, à Zaventem
- SONACA
- SYENSQO, à Zaventem
- Thales Alenia Space
- Thales Belgium, à Herstal
- Umicore

### Disparues
- Fonderie royale de canons
- Jean-Baptiste Rongé et fils S.A

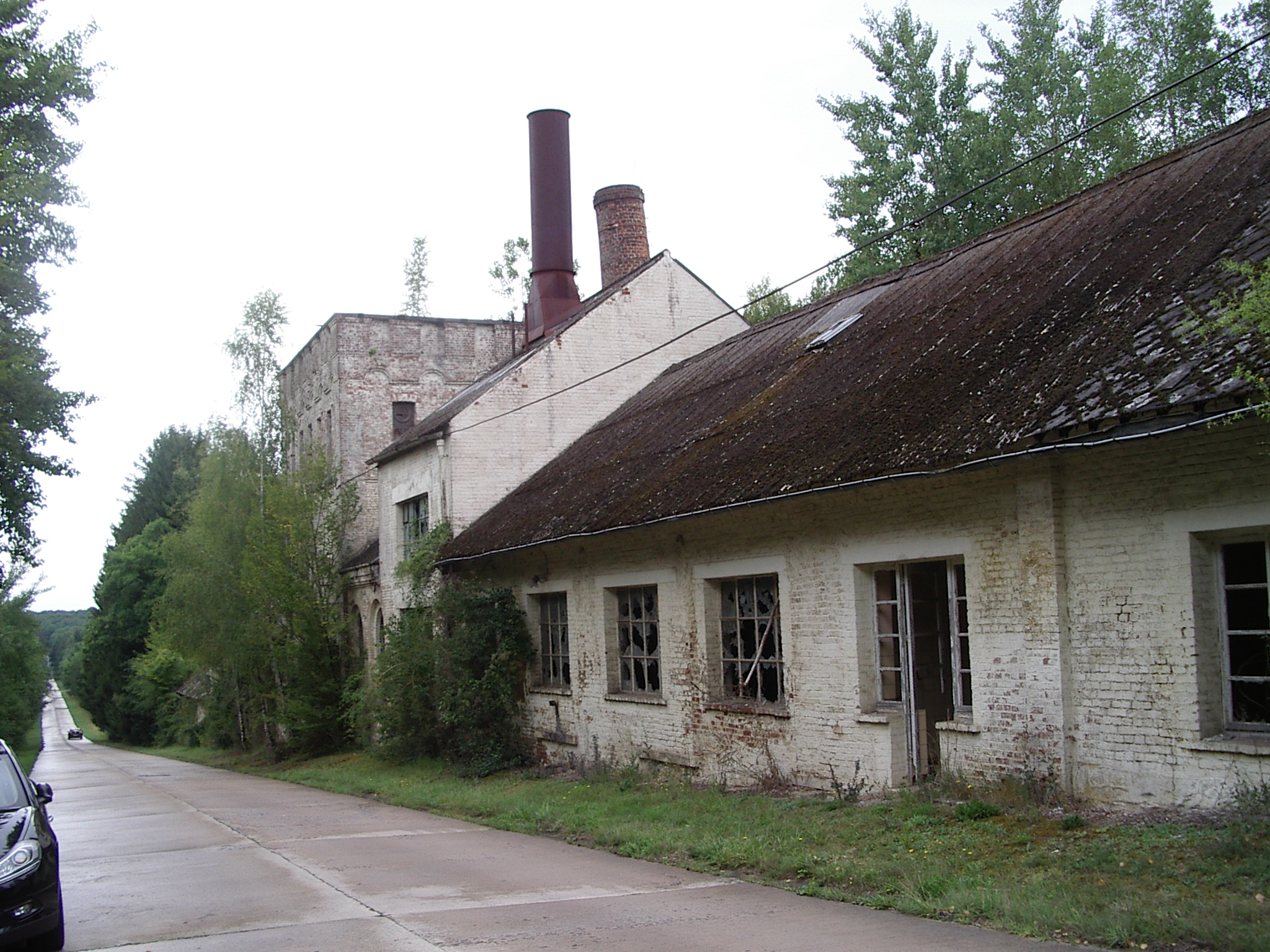
Les anciennes Poudreries réunies de Belgique à Matagne-la-Grande, dans la province de Namur.

- Koninklijke Buskruitfabriek Cooppal (nl)
- Manufacture d’Armes de l’État
- Nagant
- Poudreries réunies de Belgique